# Mike Tolbert
Mike Tolbert (Douglasville, 23 novembre 1985) è un ex giocatore di football americano statunitense che ha militato nel ruolo di fullback per i Buffalo Bills della National Football League (NFL). Dopo non essere stato scelto nel Draft NFL 2008 firmò con i San Diego Chargers. Al college ha giocato a football alla Coastal Carolina University.

## Carriera professionistica

### San Diego Chargers
Tolbert non fu selezionato nel Draft 2008 ma firmò come free agent con i San Diego Chargers il 28 aprile 2008. Nella sua stagione da rookie partì come titolare in 7 partite correndo sole 37 yard su 13 possessi. L'anna successiva Mike corse 148 yard segnando il suo primo touchdown da professionista.
Nella stagione 2010, Tolbert esplose come co-titolare a fianco di Ryan Mathews, correndo 182 volte per 735 yard e segnando ben 11 touchdown su corsa. Nel 2011, Mike segnò altri 8 touchdown su corsa oltre a 2 su ricezione disputando però una sola partita come titolare dei Chargers.

### Carolina Panthers
Il 19 marzo 2012, Tolbert firmò un contratto quadriennale con i Carolina Panthers. Nella prima stagione coi Panthers segnò 7 touchdown su corsa. Nel 2013 segnò altri sette touchdown, 5 su corsa e 2 su ricezione, venendo premiato con la prima convocazione al Pro Bowl in carriera e inserito nel First-team All-Pro.
Il 3 gennaio 2015, Tolbert segnò un touchdown su ricezione nella prima nei playoff della franchigia dal 2005 contro gli Arizona Cardinals.
Nel 2015, Tolbert segnò un touchdown su corsa e tre su ricezione, venendo convocato per il secondo Pro Bowl in carriera ed inserito nel First-team All-Pro, mentre Carolina terminò col miglior record della NFL, 15-1. La squadra giunse fino al Super Bowl 50, dove fu sconfitta dai Denver Broncos. Nel 2016, Tolbert fu convocato per il terzo Pro Bowl.
Il 21 febbraio 2017, Tolbert fu svincolato dai Panthers.

### Buffalo Bills
L'8 marzo 2017, Tolbert firmò con Buffalo Bills.

## Palmarès

### Franchigia
- National Football Conference Championship: 1

Carolina Panthers: 2015

### Individuale
- Convocazioni al Pro Bowl: 3

2013, 2015, 2016
- First-team All-Pro: 2

2013, 2015

## Statistiche
| Partite totali             | 115   |
| Partite totali da titolare | 42    |
| Yard su ricezione          | 1.711 |
| Touchdown su ricezione     | 11    |
| Yard su corsa              | 2.288 |
| Touchdown su corsa         | 33    |

Statistiche aggiornate alla stagione 2015